# Olha Cherkun
Olha Cherkun –en ucraniano, Ольга Черкун– (17 de diciembre de 1983) es una deportista ucraniana que compitió en taekwondo. Ganó tres medallas en el Campeonato Europeo de Taekwondo entre los años 2005 y 2008.

## Palmarés internacional
| Campeonato Europeo | Campeonato Europeo | Campeonato Europeo | Campeonato Europeo |
| Año                | Lugar              | Medalla            | Categoría          |
| ------------------ | ------------------ | ------------------ | ------------------ |
| 2005               | Riga (Letonia)     | Medalla de bronce  | –63 kg             |
| 2006               | Bonn (Alemania)    | Medalla de bronce  | –63 kg             |
| 2008               | Roma (Italia)      | Medalla de plata   | –63 kg             |